# Уоддингем, Томас
Томас Уоддингем (англ. Thomas Waddingham; род. 5 апреля 2005) — австралийский футболист, нападающий клуба «Портсмут».

## Клубная карьера
Уоддингем — воспитанник клубов «Эдж Хилл Юнайтед» и «Брисбен Роар». 14 августа 2023 года в поединке Кубка Австралии против «Ньюкасл Юнайтед Джетс» он дебютировал за основной состав последних. 26 августа в поединке национального кубка против «Сидней Юнайтед» Томас забил свой первый гол за «Брисбен Роар». 27 октября в матче против «Сиднея» он дебютировал в А-Лиге.